# Just Jimmy Reed
Just Jimmy Reed — студійний альбом американського блюзового музиканта Джиммі Ріда, випущений 1962 року лейблом Vee-Jay.

## Опис
Just Jimmy Reed вийшов у жовтні 1962 року на лейблі Vee-Jay Records. Цей альбом включає десять пісень, однак не містить жодного відомого хіта Ріда («Oh John» близький до хіта). Серед пісень «Let's Get Together», «Kansas City Baby», «In the Morning» і «Good Lover». Дружина Ріда, Мері Лі «Мама» Рід співає бек-вокал на «Take It Slow», а його син Джиммі Рід, мол. (який в основному брав участь у пізніх записах батька) грає на двох піснях на гітарі та бас-гітарі. Замість Едді Тейлора, який взяв участь у більшості записів Ріда, тут грає Лефті Бейтс.
У 1962 році альбом посів 103-є місце в чарті Billboard 200. Пісні «Good Lover», «Too Much» і «Let's Get Together» були випущені на синглах. У 1962 році «Good Lover» посіла 77-е місце в чарті Hot 100 журналу «Billboard».

## Список композицій
1. «I'll Change That Too» (Паркер Вілла) — 2:07
2. «Let's Get Together» (Джиммі Рід) — 2:31
3. «Good Lover» (Джиммі Рід) — 3:08
4. «Take It Slow» (Джиммі Рід) — 2:04
5. «Too Much» (О. Бойд) — 4:05
6. «In the Morning» (Т. Такер) — 2:27
7. «Oh John» (Джиммі Рід) — 2:49
8. «Back Home at Noon» (Джиммі Рід) — 1:59
9. «Kansas City Baby» (Джиммі Рід) — 3:40
10. «You Can't Hide» (П. Вудс) — 2:12

## Учасники запису
- Джиммі Рід — вокал, губна гармоніка, гітара
- Мері Лі «Мама» Рід — бек-вокал (4)
- Лефті Бейтс, Джиммі Рід, мол. — гітара
- Філліп Апчерч — бас-гітара
- Ел Данкан — ударні

Технічний персонал
- Келвін Картер — A&R-директор (продюсер)

## Хіт-паради
Альбоми
| Рік  | R&B Albums | Billboard 200 |
| ---- | ---------- | ------------- |
| 1962 | —          | 103           |

Сингли
| Рік  | Сингл        | R&B Singles | Billboard Hot 100 |
| ---- | ------------ | ----------- | ----------------- |
| 1962 | «Good Lover» | —           | 77                |